# Альб (Верхній Рейн)
49°04′44″ пн. ш. 8°20′28″ сх. д. / 49.0789° пн. ш. 8.3412° сх. д.
Альб (нім. Alb) — річка в Німеччині, протікає по землі Баден-Вюртемберг, річковий індекс 2374.
Загальна довжина річки становить 51,1 км
,
площа сточища — 446,7 км²
.
Висота витоку 751 м.
Висота гирла 101 м.
Долиною річки проходить залізниця Альбтальбан.

## Назва
Назва походить від кельтського слова *albā, що означає «біла вода».
Вважається, що це типово кельтська назва гірських річок.

## Географія
Альб має джерело на південний схід від гори Тойфельсмюле приблизно на висоті 743 м над рівнем моря. Звідси тече в північному напрямку спочатку глибокою долиною Клузе.
Нижче курортного міста Бад-Герренальб звідки відкривається вид на скелі червоного лежня, схили долини значно нижчі, а нахил річки зменшується.
У цій частині долини лежать руїни монастиря Фрауенальб.
У Марксцелль Альб приймає Майзенбах справа.
У Фішвайері приймає Мозальб зліва.
Біля Бюзенбаха Альб повертає на північний захід.
Великі частини заплав долини Альб та її приток у північному Шварцвальді є частиною природного заповідника Альбталь-унд-Зайтентелер з 1994 року.
В Еттлінгені річка Альб залишає Шварцвальд рівно на половині своєї довжини і виходить на Верхньорейнську рівнину, повністю протікає через Еттлінген, а потім знову повертає своє річище на північ.
У цій рівнинній місцевості деякі рукави, такі як Ерленграбен, відгалужуються ліворуч, і всі вони потім зливаються з Альбом.
На цій ділянці вона протікає повз район Карлсруе Рюппурр.
Потім він перетинає федеральну автомагістраль 10 та тече вздовж неї в північно-західному напрямку через парк Гюнтера Клотца на південному заході Карлсруе — частково як межа району між Булахом і Байертгаймом — і, таким чином, утворює вісь однієї з найпопулярніших місцевих зон відпочинку Карлсруе.
Вона протікає через Даксланден великою лукою; однією з мальовничих пам'яток тут є гребля «Аппенмюле», де комунальне підприємство Карлсруе з 2000 року виробляє електроенергію; є тут і рибні сходи.
Далі Альб протікає впритул до Рейнського порту Карлсруе поблизу Мюльбурга.
На південно-східній околиці Карлсруе — Максау, де зліва в неї впадає найдовша притока Федербах, її течія повертає на північний-північний схід приблизно паралельно Рейну і протікає через нафтопереробний завод MiRO каналізованим способом.
І нарешті на південний схід безпосередньо під входом до нафтового порту Карлсруе впадає в Рейн справа.